# Icterus graduacauda
Icterus graduacauda е вид птица от семейство Трупиалови (Icteridae).

## Разпространение
Видът е разпространен в Белиз, Гватемала, Мексико и САЩ.